# Dirk Johan Gerbrands
Dirk Johan Gerbrands, beter bekend als D.J. Gerbrands (Arnhem, 31 december 1837 - aldaar, 1 december 1925), was een Nederlands organist, koordirigent en muziekpedagoog.
Hij was zoon van Peter Gerbrands en Derkje Labrant. Vader was hoofdonderwijzer aan de leer- en spinschool, die met zijn gezin woonde op het terrein van die school/dat gesticht. Hijzelf was getrouwd met Immetje Proost uit Amsterdam, dochter van een bijbelbinder. 
Hij kreeg zijn muziekopleiding in Amsterdam van de organisten Johannes van Bree en Johannes Gijsbertus Bastiaans. Hij werd na enige tijd het orgel van de Arnhemse Koepelkerk bespeeld te hebben organist van de Grote kerk of Sint-Eusebiuskerk in Arnhem. Hij was daarin opvolger van Willem Ezerman. Hij zou na meer dan 50 jaar orgelspel en -concerten in 1918 ontslag nemen als organist en werd opgevolgd door Cornelis de Wolf. Hij stond er om bekend, dat zijn concerten veelal gratis waren ofwel dat een lage toegangsprijs werd berekend, dit om zoveel mogelijk mensen kennis te laten maken met de muziek. 
Van zijn hand verscheen een aantal composities:
- La pièce promise (opus 3, een polka voor piano)
- Twee liederen (opus 4, voor zangstem en piano, uitgegeven door Weygand in Den Haag; 1. Levenslied, 2.Goeden nacht)
- Zangersmarsch (voor piano)
- O, Nederland! Mijn vaderland (zangstem en piano)
- In stiller Nacht (opus 5: tekst van Albert Haeger, für eine Singstimme mit Begleitung des Pianoforte, uitgegeven door Weygand in Den Haag)
- Turnerslied (opus 9 voor zangstem en piano of vierstemmig mannenkoor, uitgegeven in Arnhem door Thieme)
- Heimkehr (opus 7, tekst van Albert Haeger, zangstem en piano, uitgegeven in Franeker door Koksma)
- Smart en Troost voor orgel (opgedragen aan zijn vrouw Proost)
- werken voor vrouwenkoor, orgel- en pianostukken

Een van zijn leerlingen was Pieter Anne van Westrheene.
- Nederlandse Thesaurus van Auteursnamen: 288255259
- Virtual International Authority File: 290146536
- WorldCat: E39PBJrGqC6c9Bq8ChDB9mcwYP